# Tales of the Grotesque and Arabesque
Tales of the Grotesque and Arabesque (Cuentos de lo grotesco y arabesco) es una colección de cuentos de Edgar Allan Poe que vio la luz en 1840. Los cuentos recogidos en esta colección ya se habían publicado con anterioridad en diferentes periódicos.

## Publicación
Fue publicado por la firma de Filadelfia Lea & Blanchard y lanzado en dos volúmenes. El editor estaba dispuesto a imprimir la antología basado en el reciente éxito del cuento de Poe La caída de la Casa Usher. Aun así, Lea & Blanchard no le pagaría ninguna regalía; sólo le dieron 20 copias gratis como pago. Poe había buscado que Washington Irving respaldara el libro, y le escribió diciendo: «Si se me permitiera añadir aunque sea una palabra o dos de su parte... mi fortuna estaría hecha.»
En su prefacio, Poe escribió una, hoy en día famosa, frase en la que se defendía a sí mismo de la crítica que clamaba que sus cuentos eran parte del "alemanismo". Escribió: «Si en alguna de mis producciones el miedo ha sido la tesis, mantengo que el terror no es de Alemania, sino del alma.»
Le dedicó la colección al coronel William Drayton, al que Poe había conocido mientras estuvo asignado en Charleston (Carolina del Sur) y con el que mantuvo correspondencia cuando Drayton se mudó a Filadelfia. Drayton fue un antiguo miembro del congreso que se convirtió en juez y que podría haber subsidiado la publicación.

## Reacciones de la crítica
Las críticas contemporáneas eran variadas. Una crítica anónima en el Boston Notion sugirió que la obra de Poe correspondía más a lectores del futuro; las personas de aquel tiempo lo considerarían «por debajo del nivel de basura de diarios... salvaje, sin sentido, sin propósito... sin nada de elevada extravagancia o humor fino.» Por otro lado, el Alexander's Weekly Messenger remarcó que las historias eran la «juguetona efusión de un poderoso y notable intelecto.» Asimismo, el New York Mirror halagó la capacidad intelectual del autor, sus vívidas descripciones y su opulenta imaginación. A pesar de estas críticas positivas, la edición no se vendió muy bien. Cuando Poe pidió un segundo lanzamiento en 1841 que contaría con la inclusión de ocho cuentos adicionales, el editor declinó la oferta.

## "Grotesco" y "arabesco"
Cuando se anunció la publicación en el Burton's Gentleman's Magazine, su descripción de una línea decía que su título «indicaba muy bien el carácter [de sus historias].» Ha habido cierto debate sobre el significado de los términos "grotesco" y "arabesco". Poe probablemente vio los términos usados en el ensayo de Walter Scott On the Supernatural in Fictitious Composition (De lo sobrenatural en la composición ficticia) Ambos se refieren a un tipo de arte islámico utilizado para decorar paredes, especialmente en las mezquitas, y se los conoce por su naturaleza compleja. En este sentido el diccionario francés Le Furetière, del siglo XVII, indica que se llama Grotescos, Moriscos y Arabescos a las pinturas y ornamentos donde no hay figura humana. Poe había usado el término "arabesco" correctamente en su ensayo La filosofía de los muebles.
Poe podría haber usado estos términos como subdivisiones del arte gótico o la arquitectura gótica en un intento de establecer subdivisiones similares en la novela gótica. Por ejemplo, las historias "grotescas" eran aquellas en las que el personaje se volvía una caricatura o una sátira, como en El hombre que se gastó. Las "arabescas" se centraban más en un solo aspecto del personaje, a menudo en el psicológico, como en La caída de la Casa Usher. Aun así, es difícil definir con precisión las intenciones de Poe respecto a los términos, y es incluso más difícil subdividir sus cuentos en una categoría u otra.

## Contenido
- Vol. I

- Morella (Morella)
- Lionizing (Los leones)
- William Wilson
- The Man That Was Used Up — A Tale of the Late Bugaboo and Kickapoo Campaign (El hombre que se gastó)
- The Fall of the House of Usher (La caída de la Casa Usher)
- The Duc de L'Omelette (El duque de L'Omelette)
- MS. Found in a Bottle (Manuscrito hallado en una botella)
- Bon-Bon (Bon-Bon)
- Shadow — A Parable (Sombra - Parábola)
- The Devil in the Belfry (El diablo en el campanario)
- Ligeia
- King Pest — A Tale Containing an Allegory (El Rey Peste)
- The Signora Zenobia (posteriormente conocido como Cómo escribir un artículo a la manera del Blackwood)
- The Scythe of Time (posteriormente conocido como Una malaventura)

- Vol. II

- Epimanes (posteriormente conocido como Cuatro bestias en una)
- Siope (posteriormente conocido como Silencio - Fábula)
- The Unparalleled Adventure of One Hans Pfaall (La incomparable aventura de un tal Hans Pfaall)
- A Tale of Jerusalem (Cuento de Jerusalén)
- Von Jung (posteriormente conocido como Mixtificación)
- Loss of Breath (El aliento perdido)
- Metzengerstein
- Berenice
- Why the Little Frenchman Wears His Hand in a Sling (Por qué el pequeño francés lleva la mano en cabestrillo)
- The Visionary (posteriormente conocido como La cita)
- The Conversation of Eiros and Charmion (La conversación de Eiros y Charmion)
- Apéndice (para ser añadido a la historia de Hans Pfaall)